# 克拉嫩堡府
克拉嫩堡府（荷蘭語：Huis Cranenburg）是位於比利時城市布魯日的一座建築，曾是西佛兰德省的議會辦公場所。

## 历史
克拉嫩堡府在歷史上曾是一座私人住宅，也曾經是一座酒店和西服店，現在則是一座咖啡館。